# Xã Voltaire, Quận McHenry, Bắc Dakota
Xã Voltaire (tiếng Anh: Voltaire Township) là một xã thuộc quận McHenry, tiểu bang Bắc Dakota, Hoa Kỳ. Năm 2010, dân số của xã này là 32 người.